# Euzko Gaztedi Indarra
Euzko Gaztedi Indarra (EGI, en español: "Fuerza y Juventud Vasca") es la organización juvenil del Partido Nacionalista Vasco, activa en la comunidad autónoma del País Vasco, en Navarra y en el País Vasco francés. Según sus estatutos se define como una organización vasca, democrática, plural, participativa, independentista y humanista deseando lograr un marco de respeto a la identidad de los pueblos y a los derechos humanos.

## Historia

### Inicios: Juventud Vasca
Euzko Gaztedi fue fundada el 14 de febrero de 1904 con el nombre Juventud Vasca, tres meses después de la muerte de Sabino Arana, fundador del Partido Nacionalista Vasco (PNV), recogiendo sus ideas sobre el nacionalismo. En un principio contó con unos 400 miembros y destacó como asociación juvenil nacionalista hasta la Guerra Civil.
Después de la guerra fue refundada en Venezuela donde quedó integrada en la estructura política del partido en el exterior y surgen las siglas de EGI tras haber editado la revista Gudari y ver la necesidad de crear una nueva organización juvenil. Juan Queralt fue el creador del logotipo de EGI, tomando como idea el testigo de los antiguos gudaris pasado a las nuevas generaciones e inspirándose en la antorcha del Guernica de Picasso, este icono se convirtió en símbolo de EGI.

### Ekin
A partir de ese momento el número de militantes empieza a crecer. Un año después de la huelga de 1952 se organiza un grupo de estudio universitario con el nombre Ekin ('emprender' en euskera) en Bilbao. A partir de 1953, y a través del Partido Nacionalista Vasco en el exilio, el grupo toma contacto con EGI. Es en 1956 cuando ambas asociaciones se fusionan. Sin embargo, en 1958 se empiezan a vislumbrar tensiones en el interior de la asociación siendo expulsados de EGI los cabecillas de Ekin por cuestiones metodológicas y de carácter ideológico, ya que Ekin era laicista y propugnaba una estrategia de «acción directa» y actuar así como un movimiento de resistencia vasco, en una época en que abundaban las luchas de liberación nacional en el tercer mundo, como la Guerra de Vietnam o la descolonización de Argelia.
Ekin se convirtió en Euskadi Ta Askatasuna (ETA) el 31 de julio de 1959, aunque algunos autores señalan el mes de diciembre de 1958 como la fecha de los primeros escritos en los que aparece dicha denominación. En un principio y durante sus primeros años, las acciones de ETA consistían en la realización de pintadas nacionalistas, por lo que se confundían esos hechos con las reivindicaciones de EGI, hasta que ETA decidió apostar por la lucha armada.
Por su parte, EGI siguió realizando acciones reivindicativas nacionalistas como la izada de una ikurriña en la punta de una de las torres de la Catedral de Burgos el día de la Hispanidad de 1960 y la participación en acciones conjuntas con otras asociaciones nacionalistas juveniles europeas.

### EGI-Batasuna
A finales de la década de 1960, el recurso a la violencia empezó a abrirse paso dentro de EGI, así como su acercamiento a la naciente ETA. Así, en 1969, dos de sus militantes, Joaquín Artajo y Alberto Azurmendi, murieron al explotarles una bomba que estaban preparando en Ulzama (Navarra), al tiempo que surgía un sector de EGI, denominado EGI-Batasuna, proclive a la unidad de acción con ETA. Tras la escisión de ETA en su VI Asamblea, el acercamiento terminó en su fusión con el sector de ETA que prosiguió con las acciones armadas.
EGI-Batasuna estaba dirigida por Iñaki Múgica Arregui, Ezkerra, que fue el activista de EGI responsable de la colocación de la ikurriña en la Catedral de Burgos (lo intentó dos veces; en la primera se cayó de la torre, fracturándose las dos piernas; en la segunda consiguió su objetivo). Posteriormente, fue liberado por el PNV para organizar grupos de acción, con el fin de contener el malestar de las juventudes peneuvistas ante la inacción del partido. El sector liderado por Ezkerra confluyó con ETA V Asamblea aportando cerca de quinientos militantes. La fusión tuvo lugar el Aberri Eguna de 1972, bajo las siglas de ETA.

### Final de la dictadura
Después de la muerte del dictador Francisco Franco en 1975 EGI aprovechó la apertura democrática para crecer, junto al partido matriz. En la actualidad realiza actividades carácter de reivindicativo y de difusión de la cultura vasca. Son miembros activos del Consejo de la juventud de Euskadi (EGK) y del Consejo de la Juventud de Euskal Herria (EHGK).

## Estructura
EGI se estructura de manera interna de forma casi idéntica a EAJ-PNV, siendo una organización autónoma dentro del partido, pero sus miembros son afiliados entre los 16 y los 30 años.
La organización es asamblearia y funciona a tres niveles: municipal, regional o territorial y nacional. La implantación social del partido se refuerza con los batzokis, sedes sociales del PNV. El primero de ellos se inauguró el 14 de julio de 1894 en el casco viejo de Bilbao, un año antes de la constitución formal del PNV como partido. Hoy en día hay más de 200 batzokis.[cita requerida]
El órgano ejecutivo del partido, el "Aberri Batzorde", está compuesto por los secretarios de los Consejos Regionales y varios burukides (miembros del consejo) avalados por la asamblea nacional de entre los elegidos por las asambleas territoriales. Los consejos regionales, están compuestos por los responsables de cada valle o zona y que se reparten las áreas de trabajo y la secretaría. Las ejecutivas tienen mandato por dos años.
Las "Bilera Nagusiak" (Asambleas generales) son el máximo órgano de EGI y suelen ser cada tres o cuatro años donde se aprueban las líneas políticas de actuación. La última fue en noviembre de 2023 en Sopelana (Vizcaya).

### Asociaciones vinculadas
Existen otras asociaciones relacionadas con EGI como:
- Lurgorri Ikasle Elkartea, sindicato estudiantil.
- Gogorregi, comparsa bilbaína.
- Gaztetxoak, grupo de tiempo libre.
- Ausartu Euskaraz, grupo cultural.

## Relaciones con otras organizaciones
EGI es cofundadora de las Juventudes del Partido Demócrata Europeo (EDPY) y mantiene relaciones formales y contactos con varias organizaciones y partidos de otras comunidades autónomas españolas. Entre estas organizaciones están:
- Gazteok Bai, juventudes de Geroa Bai (Navarra).
- Joventut Nacionalista de Catalunya (JNC), juventudes de CDC (Cataluña).
- Jóvenes Nacionalistas de Canarias, juventudes de Coalición Canaria (Canarias).
- Galiza Nova, juventudes del BNG (Galicia).
- Mocidade Nacionalista Galega, Juventudes de CxG (Galicia).

## Actos anuales
Entre los diferentes actos que la organización organiza (charlas, salidas y excursiones, jornadas dedicadas a diferentes temas...), además de la participación en todos aquellos que el PNV realiza, destacan el EGI eguna (día de EGI) que consiste en una fiesta de día de carácter rotatorio (cada año en un herrialde distinto) el fin de semana anterior al Aberri Eguna, la acampada del Alderdi Eguna (día del partido), Itxaspeko Jardunaldiak en Guipúzcoa, jornadas de formación realizadas en el baserri Itxaspe (Orio) y el EGIko Plaza (plaza de EGI) en Vizcaya, una jornada donde se mezcla el deporte, la política y la fiesta. Durante las fiestas de Bilbao participan en ellas a través de la comparsa Gogorregi.

### EGI eguna
Lugares de celebración de los EGI eguna:
- Laguardia - Álava (2023)
- Azcoitia - Guipúzcoa (2022)
- Tolosa - Guipúzcoa (2019)
- Lesaca - Navarra (2018)
- Saint-Martin-d'Arrossa - Pirineos Atlánticos (Francia) (2017)
- Mundaca - Vizcaya (2016)
- Oquendo - Álava (2015)
- Elgóibar - Guipúzcoa (2014)
- Estella - Navarra (2013)
- Durango - Vizcaya (2012)
- Alegría de Álava - Álava (2011)
- Ceráin - Guipúzcoa (2010)
- Dima - Vizcaya (2009)
- Arceniega - Álava (2008)
- Espelette - Pirineos Atlánticos (2007)
- Deva - Guipúzcoa (2006)
- Maruri-Jatabe - Vizcaya (2005)
- La Puebla de Arganzón - Burgos (2004)
- Orio - Guipúzcoa (2003)
- Zuya - Álava (2001)
- Lemóniz - Vizcaya (2000)
- Cestona - Guipúzcoa (1999)
- Elvillar - Álava (1998)
- La Arboleda - Vizcaya (1997)
- Elgueta - Guipúzcoa (1996)
- Ayala - Álava (1995)
- Sopuerta - Vizcaya (1994)
- Lazcano - Guipúzcoa (1993)
- Lanciego - Álava (1991)
- Lejona - Vizcaya (1990)
- Sodupe - Vizcaya (1989)
- Sodupe - Vizcaya (1978)